# Собор Святого Иоанна Крестителя (Трнава)
Собор святого Иоанна Крестителя (словац. Katedrála svätého Jána Krstiteľa) — католический храм, находящийся в городе Трнава, Словакия. Церковь святого Иоанна Крестителя является одним из самых значимых историческо-архитектурных памятников Трнавы и кафедральным собором католической архиепархии Трнавы. Церковь является первым барочным зданием, построенным на территории Словакии.

## История
Монументальное здание собора, входящее в архитектурный комплекс Трнавского университета, находится в северо-восточной части Трнавы. Собор был построен трнавскими иезуитами на месте бывшего средневекового храма и доминиканского монастыря (ранее принадлежавшего Ордену Госпитальеров) по образу римской церкви Иль-Джезу. Строительство церкви святого Иоанна Крестителя было инициировано палатином Венгрии Миклошем Эстерхази в 1629 году. Храм строился по проекту итальянских архитекторов Антонио и Пьетро Спацци. Собор был освещён 30 августа 1637 года эгерским архиепископом Юраем Липпаи, а первое богослужение в нём возглавил остригомский архиепископ Имрих Лоши. После официального упразднения ордена иезуитов в 1773 году и переезда Трнавского университета в Будин в 1777 году собор и монастырь превратились в убежище для инвалидов войны, а весь комплекс получил название Дом инвалидов или Инвалиды. Позже в соборе была устроена церковно-приходская школа. 
В период с 1948 по 1977 год собор находился в ведении местного католического прихода. В 1977 году Римский папа Павел VI учредил епархию Трнавы и церковь святого Иоанна Крестителя стала кафедральным собором этой епархии. В 2003 году церковь посетил Римский папа Иоанн Павел II, о чём напоминает его бронзовая статуя, установленная перед входом в храм.

## Архитектурный вид собора

### Экстерьер
Главный фасад собора, увенчанный двумя башнями, ориентирован на запад. Фасад имеет выраженное горизонтальное и вертикальное членение. Вертикальные членения представлены пилястрами с нишами и окнами, горизонтальные - развитыми поясами карнизов. Над главным порталом собора, обрамлённым двойными колоннами, находится сегментный щит, на котором изображены фигурки сидящих ангелов, а также каменный герб рода Эстерхази. Над карнизом выбита памятная надпись: DIVO IOANNI BAPTISTAE P. D. S. COMES NICOLAUS EZTERHAZI R. H. PAL (Святому Иоанну Крестителю от графа Николая Эстерхази, палатина Венгерского королевства).
В боковых нишах главного фасада расположены статуи святых (Иоакима, Анны, Елизаветы и Захарии). В нишах южного фасада установлены статуи апостолов (Иуды Фаддея, Иоанна, Матфея и Варнавы). 

### Интерьер

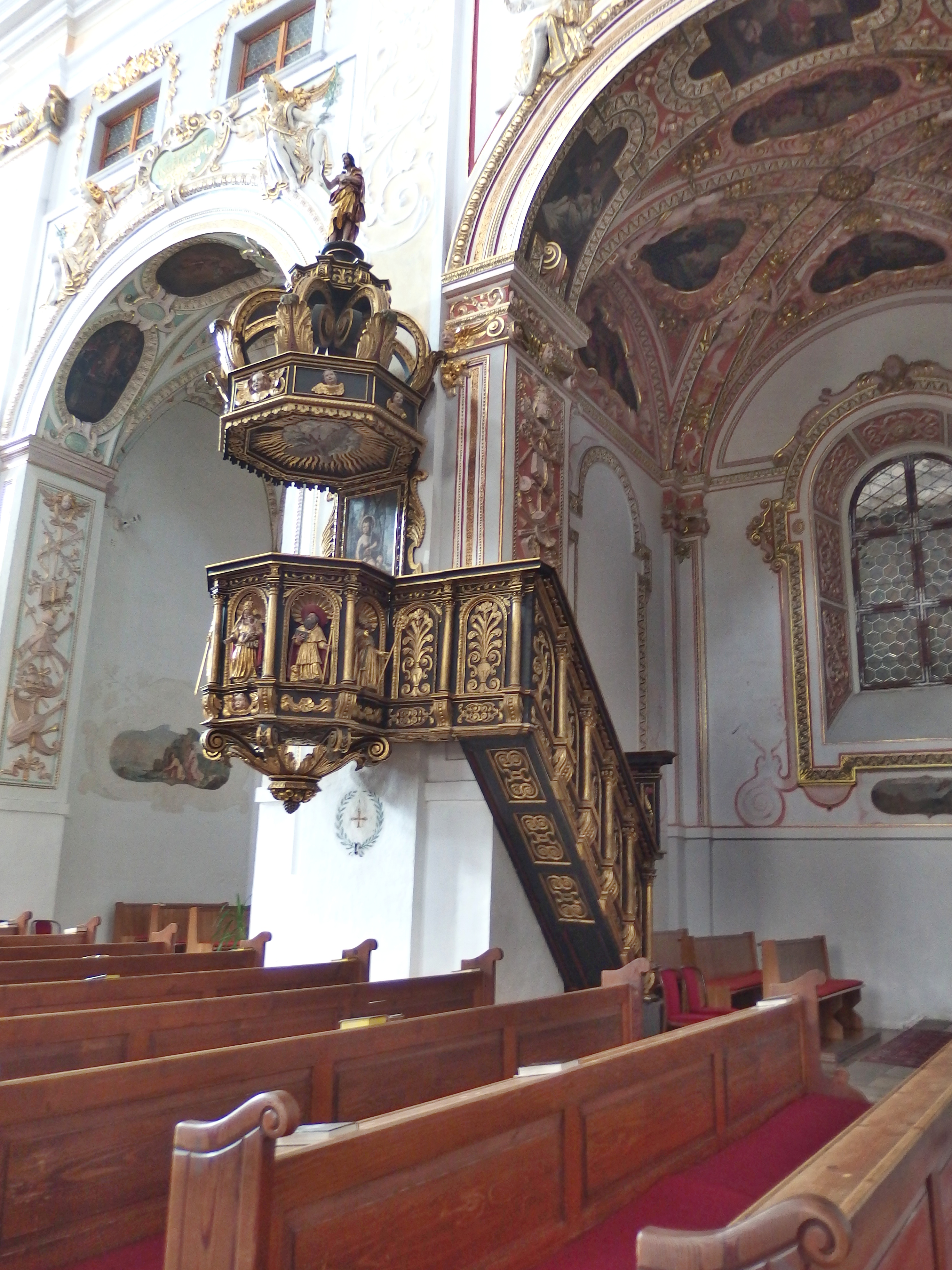
Кафедра

Длина собора составляет 61 м, ширина 28,1 м, внутренняя высота 20,3 м. По обеим сторонам храма располагаются два одинаковых по размерам помещения: влево - бывшая часовня св. Креста, вправо - ризница. Внутренний интерьер разделяют пилястры и ионнические капители. Средний неф собора перекрыт цилиндрическими сводами. Стены, своды, оконные проёмы и арки украшены богатой декоративной отделкой. На сводах храма находятся огромные живописные картины из жизни святого Иоанна Крестителя (святой при дворе Ирода Антипы, в тюрьме, отсечение и передача головы святого Саломе). Между люнетами располагаются небольшие голубые медальоны со сценами из жизни Иоанна Крестителя. Внутреннее убранство храма (живопись и лепка) является произведением итальянского художника Россо Фьорентино и Джакомо Торнини (1639-1655 годы). В период 1697 - 1700 годов в украшении храма принимали участие Пьетро Антонио Конти, Лука Антонио Коломба, Ян Келлер и Эрхард Йозеф Грубер.  

Кафедра (амвон), расположенная на левой опоре храма, датируется 1637 годом. По её карнизу располагаются статуи Отцов Церкви и Девы Марии, на вершине балдахина, наподобие царской короны, находится статуя Иисуса Христа, несущего крест, на стене - статуэтка Иоанна Крестителя. На боковых стенах собора, между окнами эмпоры и оратория, установлены деревянные мортуарии семьи Эстерхази. Вход из главного нефа обрамляют полукруглые сводчатые аркады.  

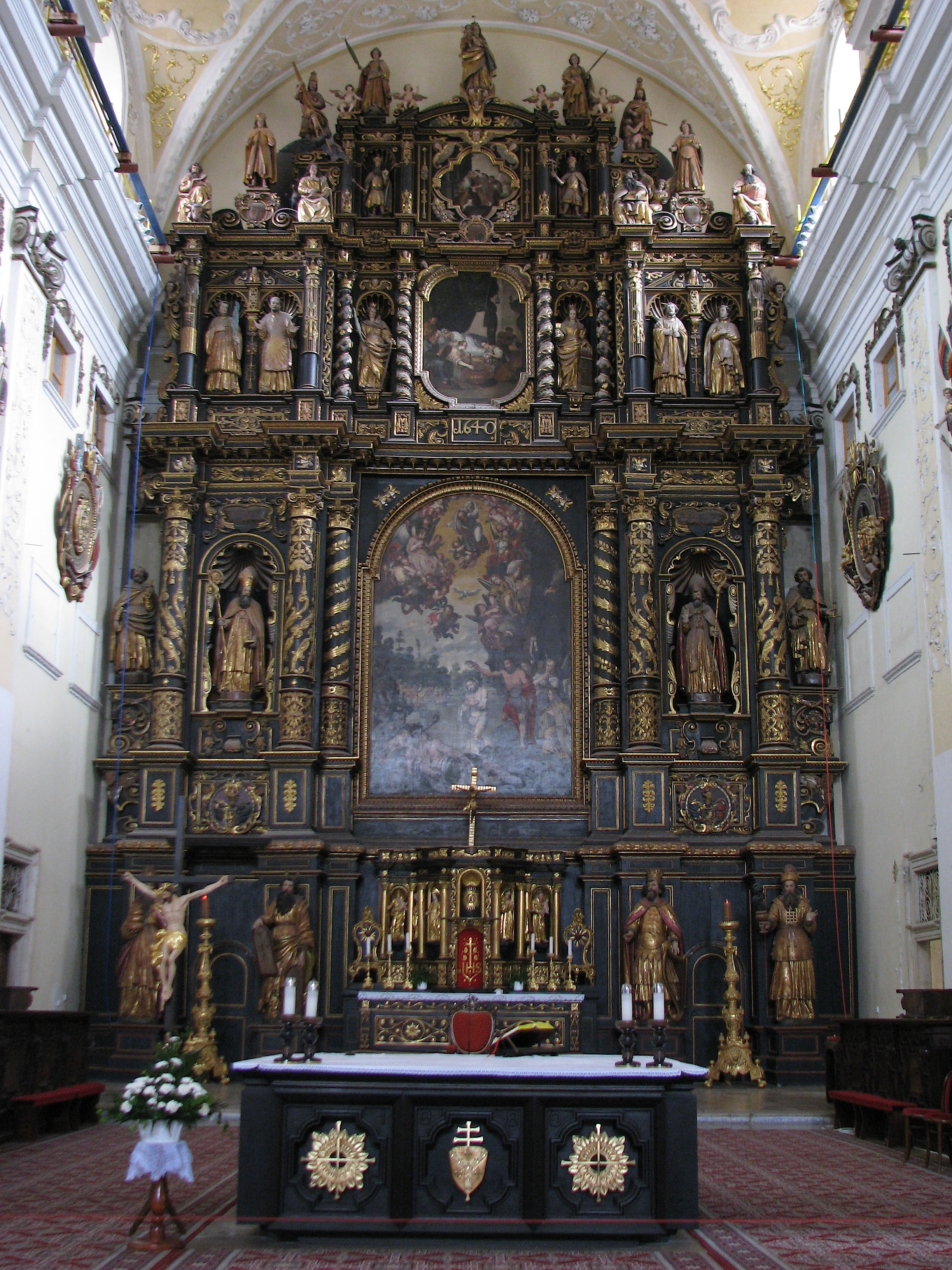
Главный алтарь

В левом нефе расположены часовни, посвящённые святому Франциску Ксаверию с алтарями святого Креста, Царицы Ангелов и часовни Божьей Матери с алтарём Девы Марии, а также "входная" часовня, ведущая в бывший иезуитский колледж, с алтарями святого Иоанна Крестителя и святого Иоанна Непомуцкого. В правом нефе находятся часовни, посвящённые святому Игнатию с алтарём Девы Марии Ченстоховской, Царице Мучеников с алтарём святого Стефана, Царице Дев с алтарём святого Йозефа, а также входная часовня с боковым входом в храм. Алтари во всех часовнях были изготовлены в XVII веке. Массивные колонны, расположенные у входа в храм, поддерживают антресоли (хоры), предназначенные для музыкантов и церковного хора. 
В крипте собора хранятся останки четырёх человек из рода Эстерхази, павших в боях против турок в 1652 году, а также членов ордена иезуитов.

### Алтарь
Главный алтарь собора в стиле раннего барокко был возведён в 1637-1640 г. целой группой скульпторов, резчиков по дерву и позолотчиков. Позолоченные столбы разделяют алтарь по вертикали, а золочёные карнизы делят его на четыре яруса. Доминирующим элементом является икона Богоявления, изображающая крещение Иисуса Христа в реке Иордан, в третьем ярусе изображён момент рождения святого Иоанна Крестителя. В верхней части алтаря изображена сцена посещения Девой Марией святой Елизаветы. Весь алтарь украшен богатой цветной отделкой.

## Источник
- Viliam Judák: «Katedrála — matka chrámov v diecéze.» In: Pútnik svätovojtešský 2011. Trnava, Spolok svätého Vojtecha, 2010, s. 49. ISBN 978-80-7162-824-8